# Irish National Liberation Army

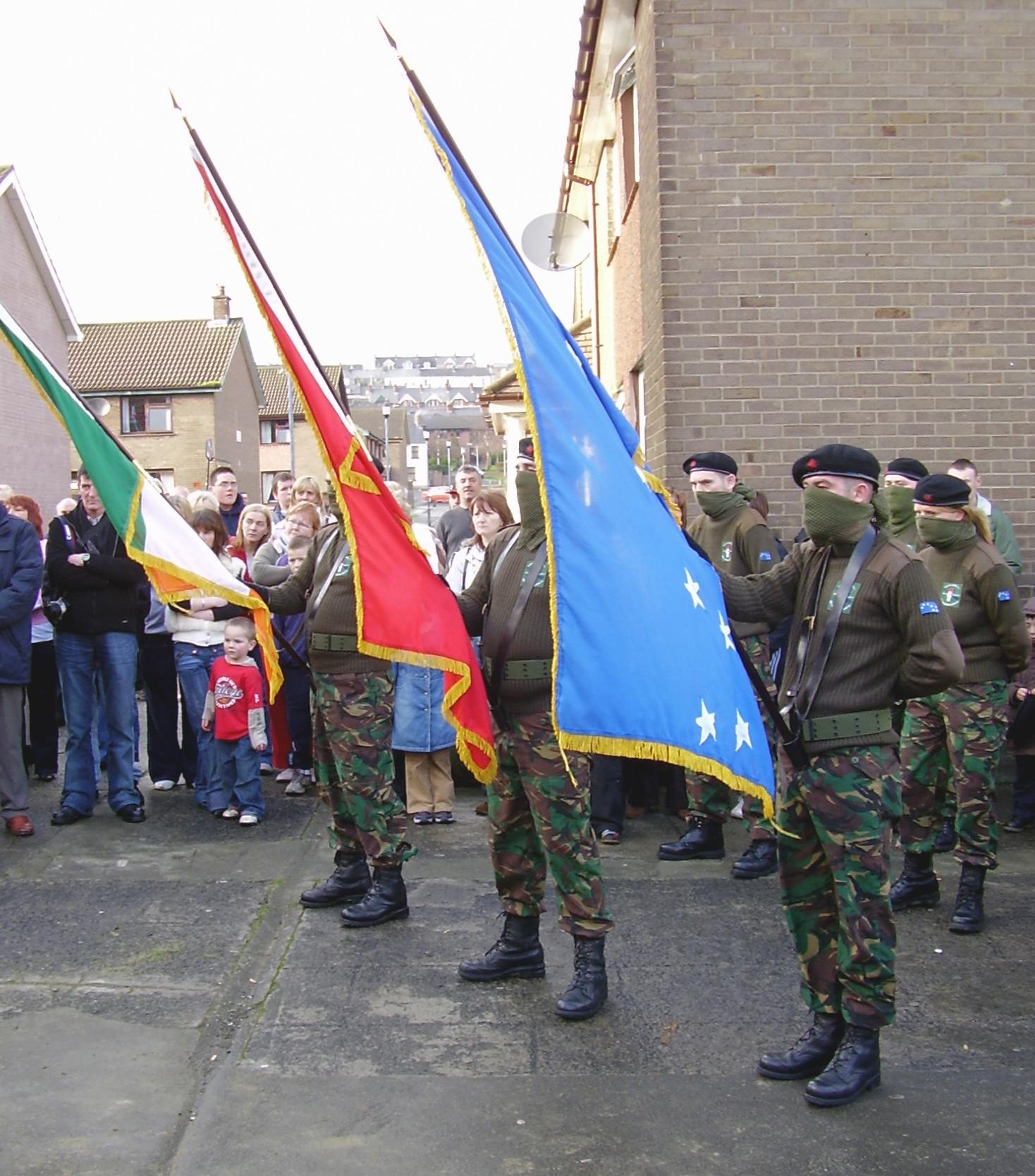
INLA i Bogside, Derry 2005

Irländska nationella befrielsearmén, Irish National Liberation Army, INLA är en socialistisk gerilla på Nordirland. Befrielsearmén bildades 1974 och var som mest aktiv tills den 1999 deklarerade att den gick med på en vapenvila. Dess politiska gren är Irish Republican Socialist Party, IRSP.

## Utbrytning 1974
1974 la Officiella IRA, OIRA, ner vapnen och avbröt kampen mot britterna. Detta blev droppen i glaset för flera medlemmar i OIRA i och med att den redan vägrat försvara katolska bostadsområden. Seamus Costello förde fram sin åsikt och han tillsammans med alla som stödde honom blev uteslutna från den officiella rörelsen.
Under ett möte i Lucan Spa Hotell nära Dublin den 10 december 1974 skapades Irish Republican Socialist Party, IRSP, av republikaner, socialister och handelsfackmän med Costello som ordförande. Under ett privat möte senare samma dag bildades Irish National Liberation Army, INLA, med Costello som befälhavare. Den nya rörelsen kombinerade vänsterpolitik med en väpnad kamp mot den brittiska armén.

## Fejd med de Officiella
Bara dagar efter skapandet hamnade IRSP/INLA i en svår fejd med Officiella IRA. Medlemmar ur IRSP/INLA blev attackerade, och innan en vapenvila var nådd hade tre unga medlemmar av rörelsen dött.
I en intervju förklarade IRSP/INLA-ledaren Seamus Costello hur han såg på konflikten med OIRA. Han menade att konflikten bestod i att efter grundandet av IRSM/INLA hade antalet medlemmar för Officiella Sinn Féin, OSF, sjunkit drastiskt och i Belfast hade IRSP gått om OIRA och haft dubbelt många medlemmar. OSF hade därför bett OIRA om att stoppa IRSP:s framfart. Efter denna förfrågan skedde en rad kidnappningar och IRSP:s medlemmar blev trakasserade enligt Costello.
Efter detta förhandlade organisationerna fram en vapenvila eftersom man ansåg att man inte skulle bråka internt.
Den 28 april 1975 fick den Officiella IRA ledaren Billy McMillen sätta livet till i denna konflikt med INLA. INLA/IRSP-ledaren Costello blev mördad i samma dispyt den 5 oktober 1977. Båda blev mördade när vapenvila mellan OIRA och INLA egentligen rådde.

## Aktioner
INLA utförde och deltog i flera aktioner mot den brittiska närvaron på Nordirland och mot de lojalistiska grupperna. Den blodigaste attacken ägde rum den 6 december 1982 då INLA dödade 11 soldater och 6 civila i ett bombdåd på Ballykelly Disco.
Organisationen hade även tre medlemmar som deltog och dog i Hungerstrejken i Nordirland 1981. Dessa medlemmar var Patsy O'Hara, Kevin Lynch och Michael Devine.
INLA mördade även Ulster Defence Associations ledare Jim Guiney och Loyalist Volunteer Forces ledare Billy Wright. Detta fokus på lojalistiska ledare är intressant eftersom Officiella IRA som INLA bröt sig loss från 1974 hade som policy att absolut inte hamna i konflikt med lojalister.
Enligt Ulster Universitets Cain Projekt var INLA ansvariga för 113 dödsfall under konflikten. 46 var brittiska säkerhetsstyrkor(polis/militär), 42 var civila, sju var lojalistiska paramilitärer, 16 var republikanska paramilitärer varav 10 var från den egna organisationen.

## Vapenvila
Organisationen deklarerade vapenvila 1999. I ett uttalande i samband med detta sa man att: "/.../the INLA does not see a return to armed struggle as a viable alternative at this time." ("/.../INLA ser det inte som genomförbart att återuppta den väpnade kampen just nu.") Men man var fortfarande en aktiv grupp som bekämpade knarklangare och andra kriminella. I oktober 2009 deklarerade IRSP att INLA hade lagt ner sina vapen.